# Johann Hulsman

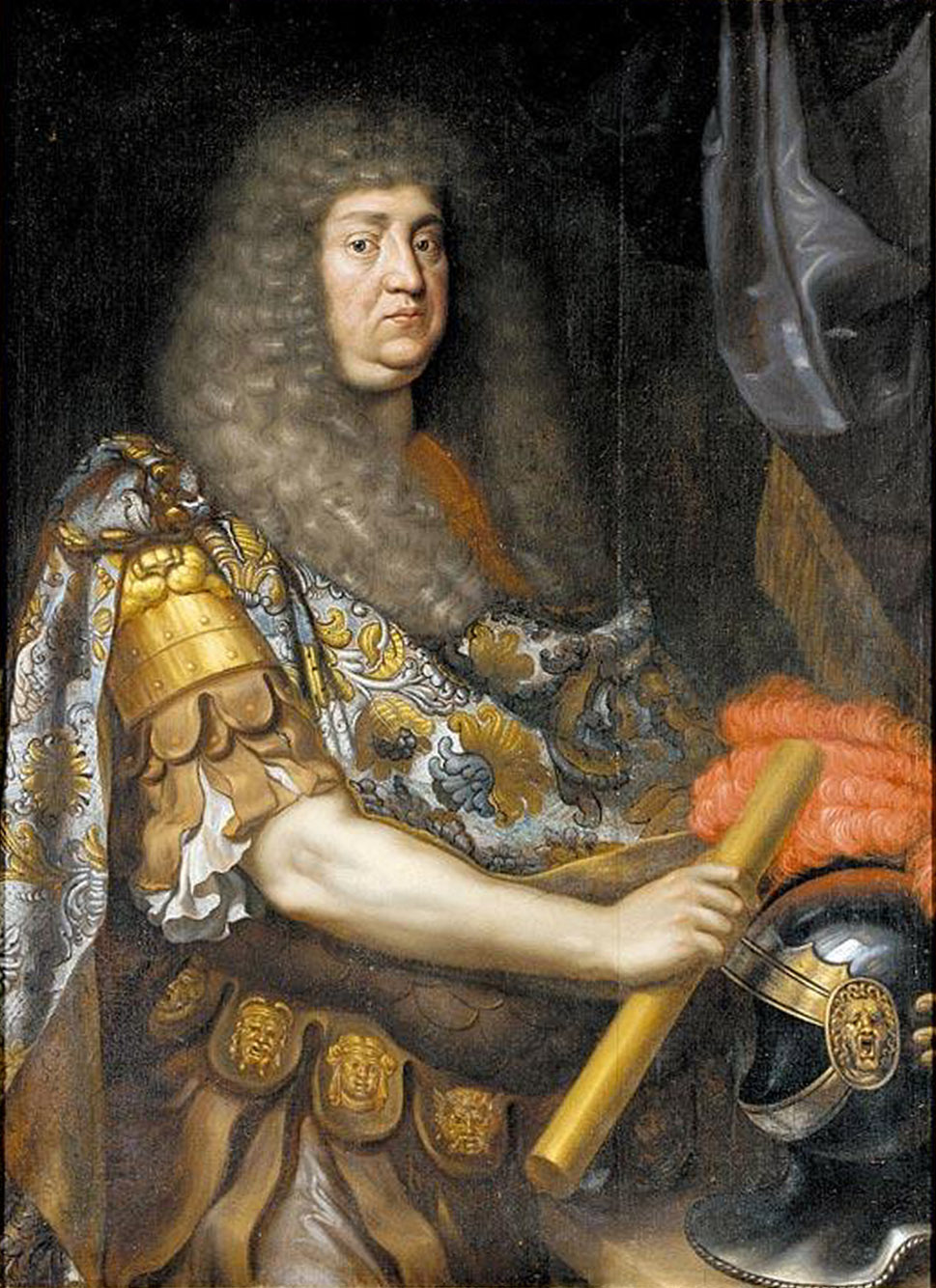
Retrat de John Frederick, Duc de Brunswick-Lüneburg per Johann Hulsman

Johann Hulsman   (Colònia i Països Baixos, c. 1610 - Colònia, 1652) o Hans Holsman,va ser un pintor del barroc alemany de Colònia.

## Biografia
Hulsman completà la seva educació a Anvers i a altres llocs dels Països Baixos, i fou actiu principalment a la seva ciutat natal entre el 1632 i el 1646. Segons Houbraken, era un pintor de Colònia que pintava per la reialesa, i Houbraken no en sabia més ni sobre ell ni sobre la seva data de mort/naixement. La font de Houbraken era l'obra sobre pintors de Cornelis de Bie anomenada Het Gulden Gabinet. Joachim Sandrart també el va esmentar en el seu llibre de pintors.
Segons el RKD va treballar juntament amb Johann Toussyn en un retaule per una església a Colònia. Va estar influït per Dirk i Frans Hals i Jurgen Ovens. Fou el mestre de Johann Franz Ermels, i va ser actiu dins de Colònia entre els anys 1632-1646, fent majoritàriament pintures de gèneres, històriques i religioses i aconseguint una bona reputació.